# Azali
Azali és una pel·lícula ghanesa de 2018 dirigida per Kwabena Gyansah. Va ser seleccionada com la proposta del seu país a la categoria de millor pel·lícula de parla no anglesa als premis Oscar de 2019, però no va quedar nominada. Era la primera vegada que Ghana presentava una pel·lícula a l'Oscar en aquesta categoria. Ha estat subtitulada al català.

## Sinopsi
Amina viu amb la mare, l'àvia i l'oncle en un petit poble als afores d'Accra, una vida de la qual la mare vol alliberar-la. El desig de la seva àvia és que l'Amina es casi amb un home gran del llogaret. La mare de l'Amina protesta i, sense saber-ho, ven l'Amina a uns desconeguts amb l'esperança que trobi una vida millor a la ciutat. En el viatge, la noia coneix un jove que també ha estat venut i, d'alguna manera, es converteix en el seu únic amic. Tots dos fugen amb un grup de nens que estan en la mateixa situació.

## Repartiment
- Ama K. Abebrese com a Joan
- Asana Alhassan com a Amina
- Adjetey Anang com a Akatok
- Akofa Edjeani Asiedu com a Rukaya
- Emmanuel Nii Adom Quaye com a Quartey
- Peter Ritchie com a cap

## Premis i reconeixements
Va ser nominada a quinze categories als Premis del Cinema de Ghana de 2018. Posteriorment, també va rebre dinou nominacions als Golden Movie Awards de 2019.
| Premis                          | Data de la cerimònia   | Categoria                      | Receptor/s        | Resultat   | Ref.        |
| ------------------------------- | ---------------------- | ------------------------------ | ----------------- | ---------- | ----------- |
| Premis del Cinema de Ghana 2018 | 30 de desembre de 2018 | Millor pel·lícula              | Sandra Dwommoh    | Nominada   | [ 6 ] [ 4 ] |
| Premis del Cinema de Ghana 2018 | 30 de desembre de 2018 | Millor direcció                | Kwabena Gyansah   | Nominada   | [ 6 ] [ 4 ] |
| Premis del Cinema de Ghana 2018 | 30 de desembre de 2018 | Millor actriu principal        | Asana Alhassan    | Nominada   | [ 6 ] [ 4 ] |
| Premis del Cinema de Ghana 2018 | 30 de desembre de 2018 | Millor actor principal         | Adjetey Annan     | Nominat    | [ 6 ] [ 4 ] |
| Premis del Cinema de Ghana 2018 | 30 de desembre de 2018 | Millor actriu de repartiment   | Ama K. Abebrese   | Nominada   | [ 6 ] [ 4 ] |
| Premis del Cinema de Ghana 2018 | 30 de desembre de 2018 | Millor guió adaptat o original | Gwendellen Quatey | Nominada   | [ 6 ] [ 4 ] |
| Golden Movie Awards 2019        | 24 d'agost del 2019    | Banda sonora                   | Gomez Tito        | Guanyador  | [ 7 ]       |
| Golden Movie Awards 2019        | 24 d'agost del 2019    | Actor més prometedor           | Asana Alhassan    | Guanyador  | [ 7 ]       |
| Golden Movie Awards 2019        | 24 d'agost del 2019    | Pel·lícula indígena            | Kwabena Gyansah   | Guanyadora | [ 7 ]       |
| Golden Movie Awards 2019        | 24 d'agost del 2019    | Millor fotografia              | William K. Abgeti | Guanyador  | [ 7 ]       |
| Golden Movie Awards 2019        | 24 d'agost del 2019    | Millor pel·lícula de drama     | Kwabena Gyansah   | Guanyadora | [ 7 ]       |
| Golden Movie Awards 2019        | 24 d'agost del 2019    | Millor pel·lícula              | Kwabena Gyansah   | Guanyadora | [ 7 ]       |